# Pavillon J.-A.-DeSève de l'Université Laval
Le pavillon J.-A.-DeSève de l’Université Laval (DES) est l'un des bâtiments de l'Université Laval, à Québec.

## Description
Nommé en référence à Joseph-Alexandre DeSève et construit en 1990, ce pavillon abrite les départements d'économique et des relations industrielles ainsi que diverses unités de recherche,.

## Art public
Une sculpture en bois d'Annie Forand — Espace René-Richard — (en l'honneur de René Richard) est située dans la section centrale du hall Banque Royale du Canada.

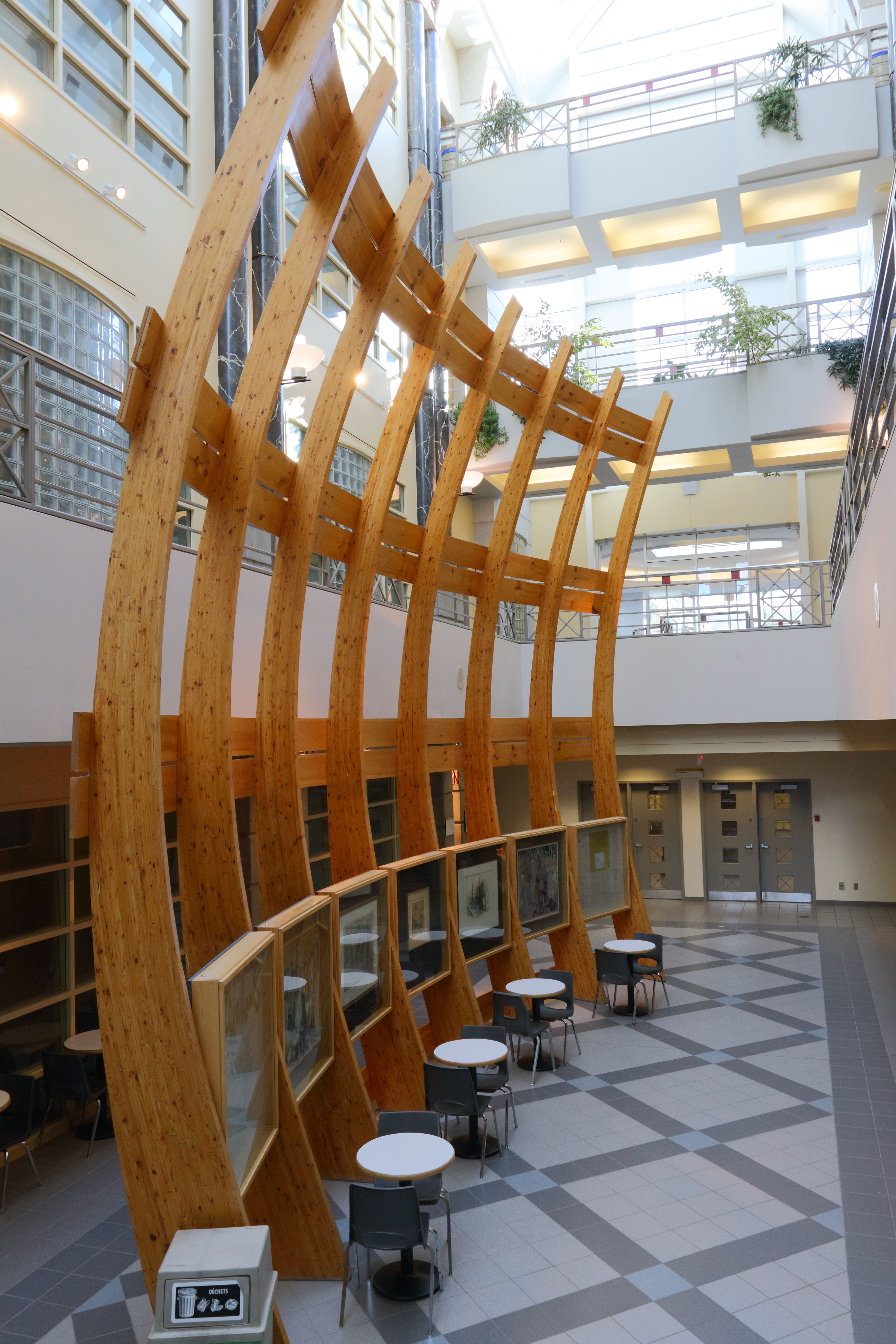
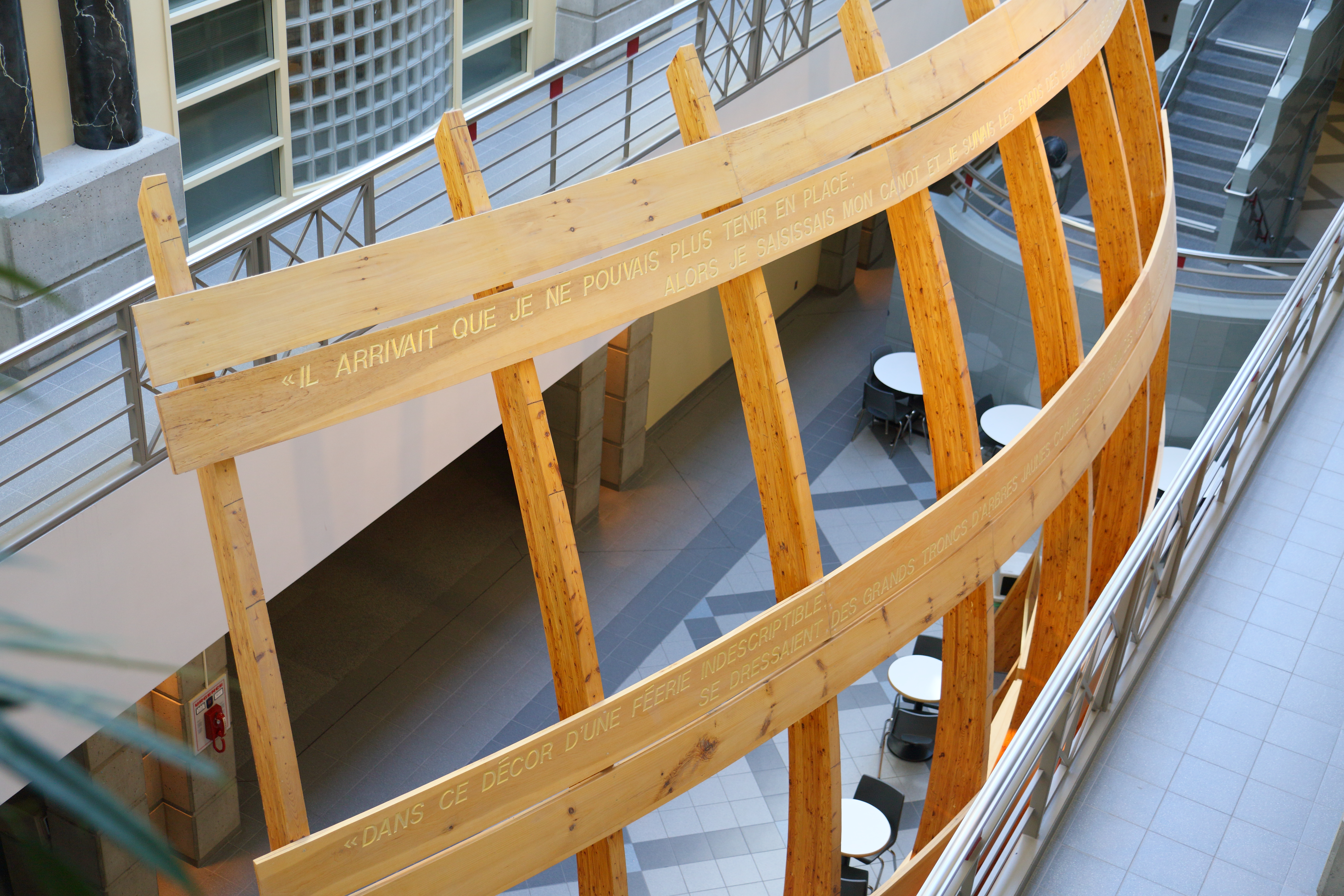
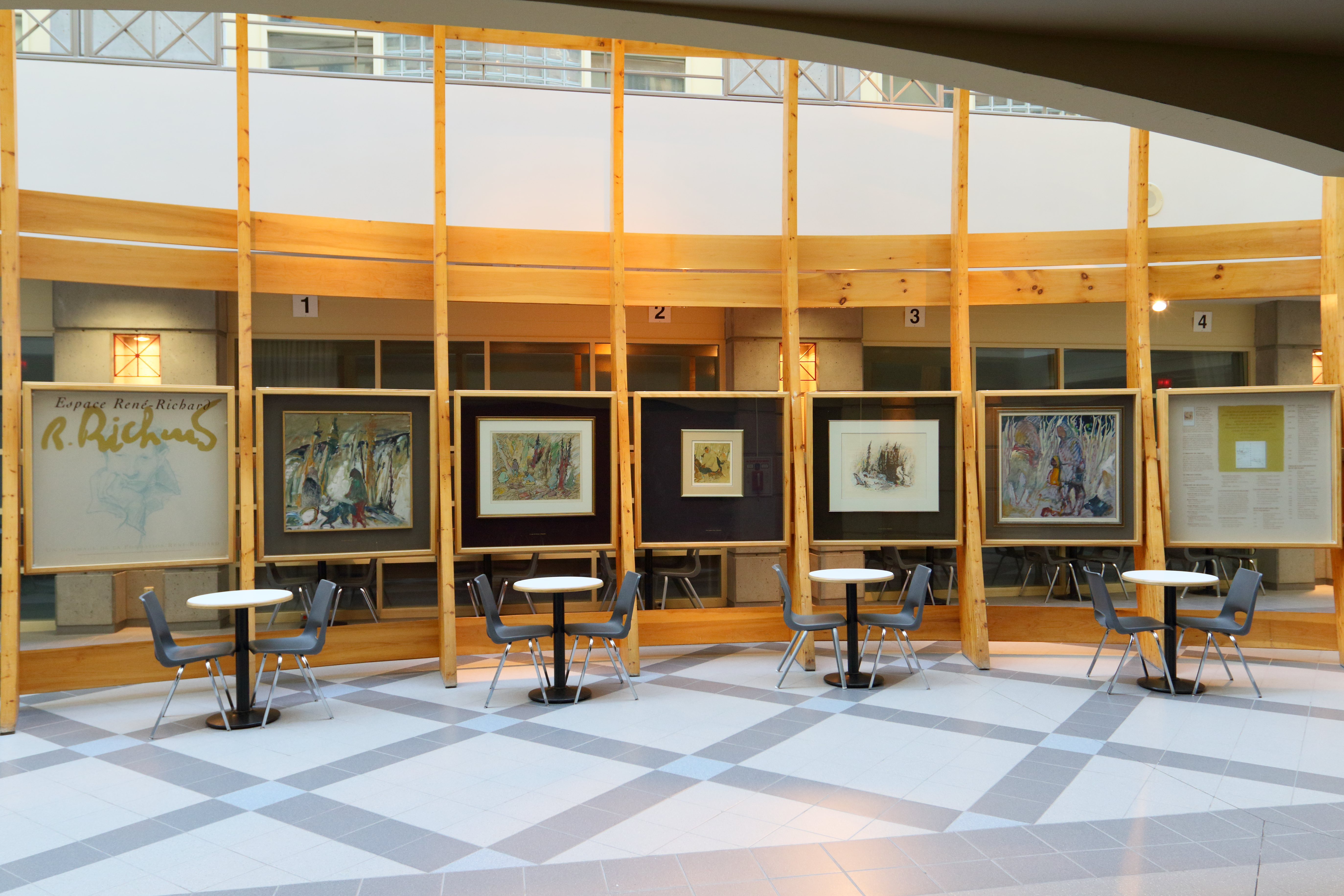
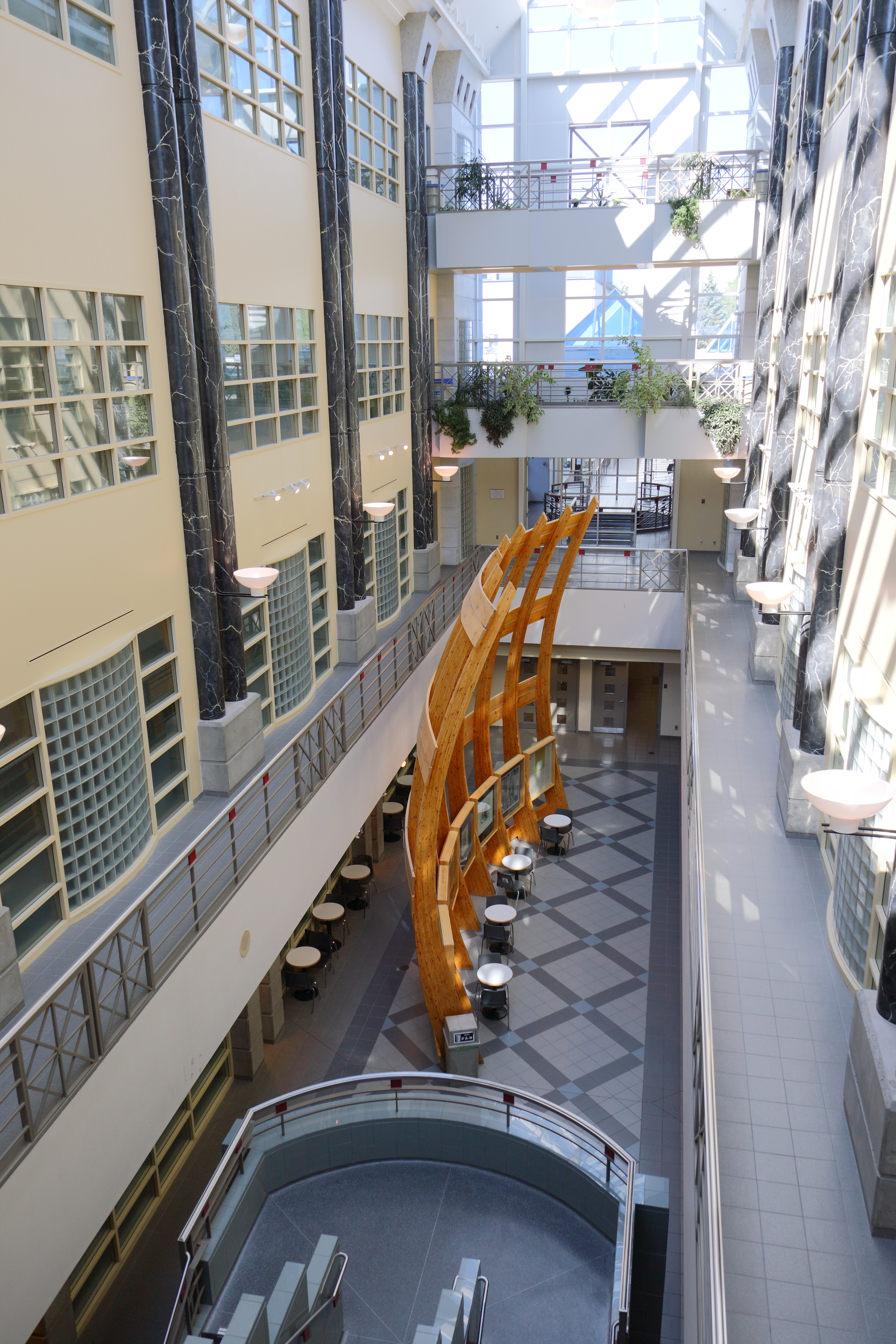